# Cultura Bahía
La cultura Bahía (500 BCE–500 CE) fue una cultura precolombina en Ecuador.Se originó en lo que hoy es la provincia de Manabí en la costa del Pacífico y se extendió a Bahía de Caráquez y al pie de los Andes. Su tradición cerámica es una de las primeras encontradas al norte de los Andes.
Chirije, un puerto marítimo, fue un importante sitio arqueológico de Bahía descubierto por Emilio Estrada en la década de 1950. Los comerciantes comerciaban con productos terminados y Spondylus princeps o conchas de ostras espinosas rojas al sur de Chile y al norte hasta México a cambio de materiales preciosos como cobre y oro.

## Historia

### Descubrimiento y territorio
Fueron descubiertos sus primeros yacimientos arqueológicos por A. Dorsey, en 1901 durante una visita a la isla de La Plata. Sin embargo su estudio continuó desarrollandose hasta que en 1940 sería anunciado oficialmente una nueva civilización precolombina por el arqueólogo Francisco Huerta Rendón. Los estudios continuaron por Emilio Estrada, quien ahondaría en la periodización haciendo una distinción entre la cultura Bahía I y Bahía II, calculando para cada una de ellas unos 500 años.
Se cree que su territorio ocupaba desde el piedemonte de la cordillera de los Andes, por el este, hasta el océano Pacífico por el oeste. Asimismo desde Bahía de Caráquez, de ahí su nombre, hasta el actual límite de las provincias de Manabí y Guayas, por el sur. Se cree que sus viviendas eran hechas de madera o caña. Su estratificación social era más bien militar que religiosa.

### Cerámica y ceremonias
Esta cultura se caracterizó por su elaborada cerámica que está conformada por figurines antropomorfos, antropozoomorfos y zoomorfos. Comúnmente eran usados además como instrumentos de viento en las ceremonias y rituales. Dentro del inventario que existe en los museos en Ecuador se calcula un total de 1038  figurines, y se identificaron 873 con motivos antropomorfos, 143 zoomorfos, 22 antropozoomorfos. Esto implica una producción en serie de estos figurines y una técnica importante desarrollada para repetirlo. Sobre el significado de la simbología a través de un análisis semiótico se pudo determinar la presencia de opuestos representados que se pueden resumir así:
- mal clima – buen clima (así se define su calendario)
- presencia – ausencia (agua)
- femenino – masculino (elementos)
- día – noche (animales)
- agua – tierra (animales, cultivo, recursos)
- antes – después (maternidad)
- madre – hijo (roles)
- arriba – abajo (distribución de elementos, colores, intercambio de bienes)
- sujeto – objeto (indumentaria, tocado, ajuar)
- naturaleza – cultura (animales sin atavió)

A esto se suma el enfoque de género y se cree que del total de figurines, el 41,35% son femeninos, 43, 64% son masculinos y el 15 % indeterminados. En general el propósito de las ceremonias donde estos figurines eran usados tiene que ver con "el  relacionado  con el agua, la concha Spondylus, la corriente del niño y la temporada de agricultura y el segundo que hace referencia al rito de sanación y guía del grupo, donde el jaguar juega un papel muy importan"

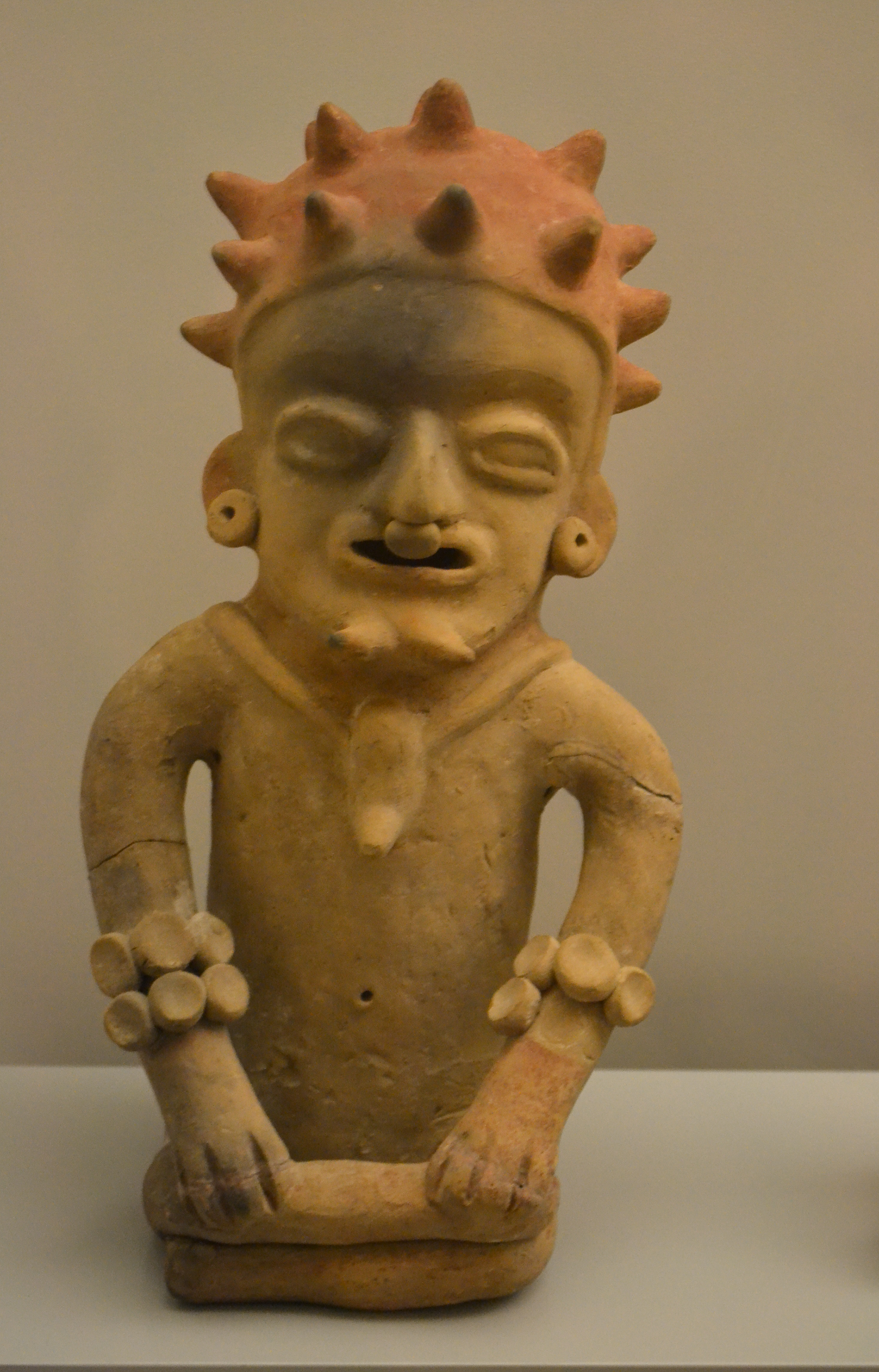
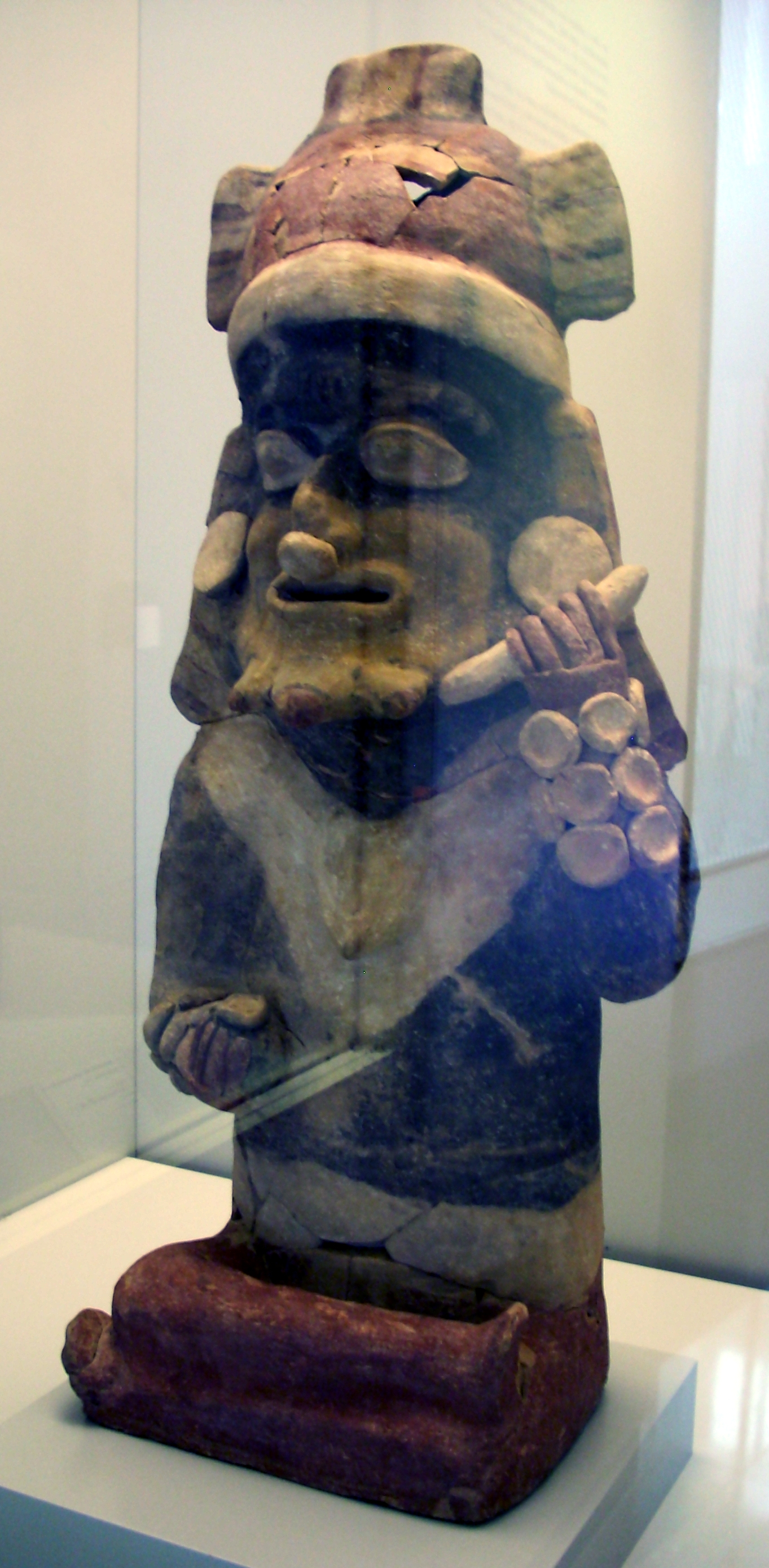
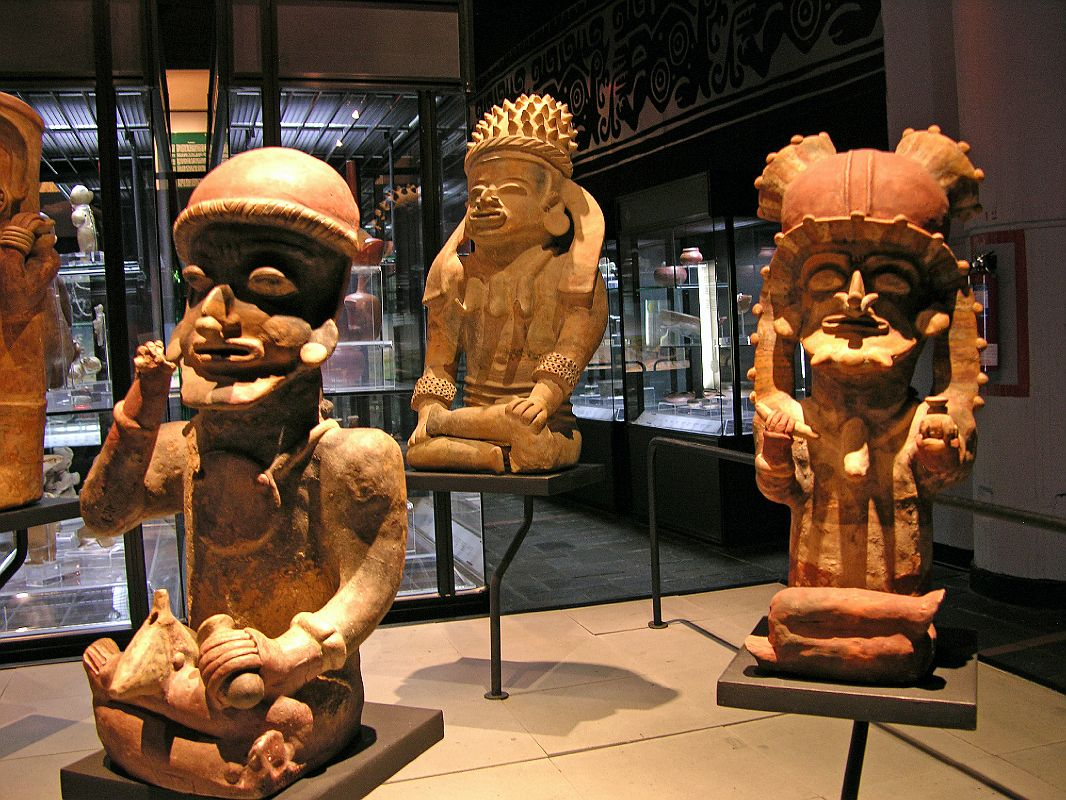
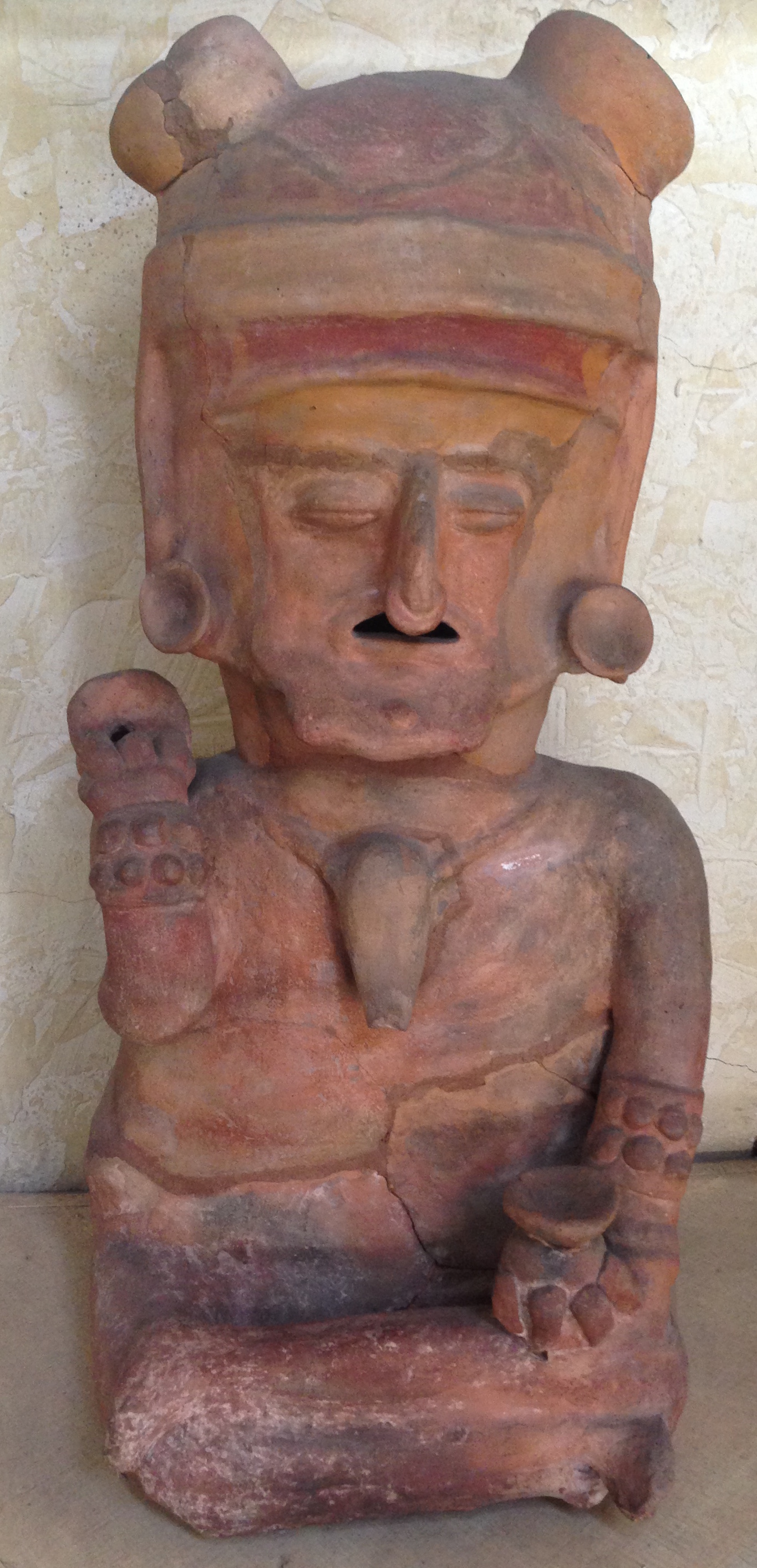
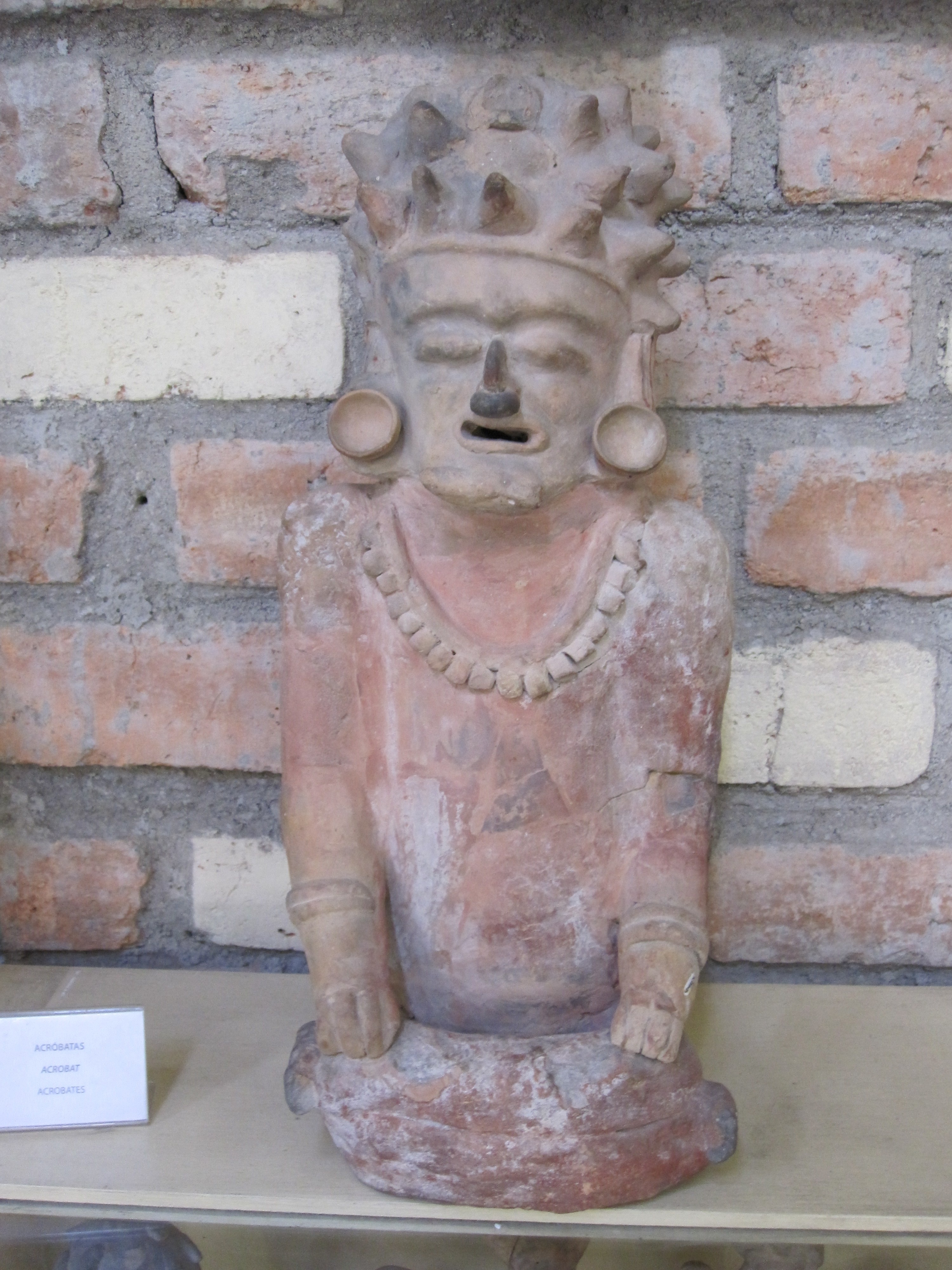